# تشغني كش (شيروان)
تشغني کش (بالفارسية: چگنی‌کش) هي مستوطنة تقع في إيران في قسم شیروان الريفي. يقدر عدد سكانها بـ 636 نسمة .